# フォースプレイ
フォースプレイ (Force play) とは、野球やソフトボールで、打者が投球を打つなどして打者走者となったことで、塁上の走者が、規則によりその塁の占有権を失うことが原因で生じるプレイのことをいう。

## 概要
打者は、投球を打つ等により打者走者となり、アウトにならずに一塁に触れることで、一塁の占有権を得て走者となる。したがって、（試合の勝利を目的とすれば）打球がフェアゾーンに飛んだ場合、打者走者は一塁に向けて走る必要が生じる。
このとき打球がフェアゾーンに転がった場合、一塁にすでに走者（この走者を「一塁走者」と呼ぶ）がいる場合、一塁走者は打者走者に一塁を明け渡さなければならず（一塁の占有権を失う）、一塁の占有権を失った走者は次塁である二塁に進むことしかできなくなる。
同様に、一塁と二塁の両方に走者がいるときは二塁走者も三塁へ、満塁のときには三塁走者も本塁へ、それぞれ強制的に進塁する必要が生じる。このように、各走者が後位の走者（打者走者を含む）のために元の塁の占有権を失い、強制的に次塁へ到達する以外の選択肢がなくなった状態のことをフォースの状態といい、これによって起こるプレイをフォースプレイという。
フォースの状態が起こりうる状況として、

1、走者一塁の場合

2、走者一塁・二塁の場合

3、走者一塁・二塁・三塁（満塁）の場合

4、走者一塁・三塁の場合（一塁走者のみ対象）
の4パターンがあり、これを俗に、塁が詰まっているなどと言う（4の場合は除く）。
なお、フォースの状態は解除される場合があり、解除されたフォースの状態が復活する場合もある。（後述）
規則上の定義では、フォースプレイが生ずる対象は投球当時に塁を占有していた走者のみであり、厳密には投球当時に打席にいた打者走者を「フォースの状態」であるとはいわない。だが守備側による打者走者本人への触球以外に、進塁すべき一塁への触球によってもアウトとなる点ではフォースアウトと同様であり、また、この一塁での打者走者アウトが第3アウトだった場合のタイミングと得点の扱いに関してもフォースアウトと同様の適用がなされる。
またフォースの状態とは逆に、各走者が一旦必ず元の塁に戻らなければならないという、飛球を捕らえられたときのリタッチの義務（各走者は投球当時占有していた塁に触れ直さなければならない）があるが、これはフォースプレイとは異なりアピールプレイであるので、注意が必要である。

## フォースアウト

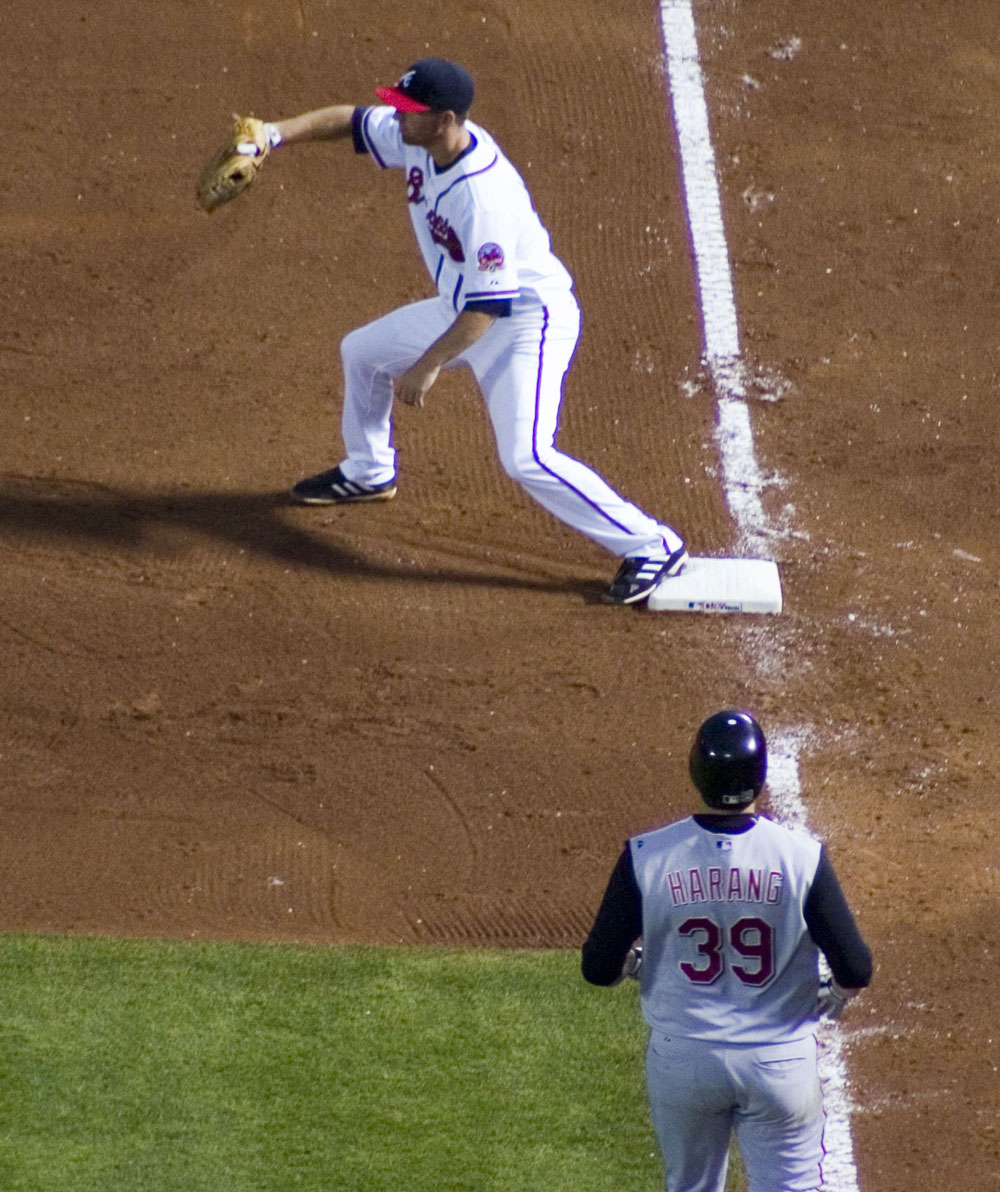
打者走者の一塁アウト

フォースの状態にある走者が次の塁に達する前に、ボールを持った野手が
1. その走者の身体に、保持したボール（もしくはボールを持った手またはグラブ）を触れさせる（走者に触球する）
2. その走者が進まなければならない次の塁に、保持したボール（もしくはボールを持った手またはグラブ）、あるいはボールを保持した状態で身体の一部を触れさせる（塁に触球する）

のいずれかを満たすと、その走者はアウトになる。フォースの状態で上記のアウトになることをフォースアウト（封殺）という。したがって、上記の1.（走者の身体への触球）は見た目はタッグアウト（触球によるアウト）だが規則上はフォースアウトである。
フォースの状態にある走者が複数いる場合は、前を走っている走者から順にフォースアウトにすると、連続してフォースアウトにすることができる。このように、1つのプレイで2つのアウトを取ることを併殺、3つのアウトを取ることを三重殺という（特に、フォースアウトの連続で成立させた併殺を、フォースダブルプレイという）。

### フォースアウトと得点の関係
第3アウトがフォースアウトの場合、または他の規則により打者走者が一塁に触れる前にアウトになった場合は、たとえ他の走者が先に本塁を踏んでいても得点は記録されない。
具体例1
二死三塁で、打者が三塁方向にゴロを打った。三塁手はこのゴロを捕り一塁に送球し、一塁手がこれを受けて、打者走者が一塁に到達する前に一塁を踏んだので、打者走者はアウトになった。もし第3アウトの成立より先に三塁走者が本塁に到達していても、打者走者が一塁に触れる前にアウトになって第3アウトが成立したので、この得点は記録されない。
具体例2
二死満塁で、打者が三塁方向にゴロを打った。三塁手はこのゴロを捕りそのまま三塁を踏んだ。このとき三塁走者はすでに本塁に到達していたが、二塁走者は三塁手が三塁を踏むより先に三塁に到達できず、フォースアウトとなった。第3アウトの成立より先に三塁走者は本塁に到達しているが、第3アウトがフォースアウトであるため、この得点は記録されない。この例では、三塁手が三塁を踏むのでなく、直接二塁走者に触球しても、あるいは二塁または一塁に送球して一塁走者または打者走者をアウトにしても、同様に得点は記録されない。
具体例3
二死三塁で、打者が外野に大きな飛球を打ったが、外野手がこれを捕球した。飛球が捕られるより先に三塁走者が本塁に到達し打者走者も一塁を回っているが、飛球が捕らえられた場合、打者はアウトとなり一塁到達も認められない。したがって打者走者が一塁に触れる前にアウトになって第3アウトが成立したことになるので、この場合も得点は記録されない。

## フォースの状態の解除
走者がフォースの状態にあるとき、後位（後ろを走る）の走者がアウトになると、それより前位（前を走る）の走者の一旦失われた元の塁の占有権が復活する。これにより、当該走者は次塁へ進塁するほか、元の塁に戻ることも可能となる。これを、「フォースの状態から解かれる」、または「フォースの状態が解除される」などという。
フォースの状態が解除されると、本人への触球（タッグ）によるほかには守備側が走者をアウトにすることはできない。例えばボールを持った野手が走者より先に塁に触れても、それだけでは走者はアウトにならない。
具体例1
一死一塁で、打者が一塁前にゴロを打った。一塁手がこれを捕り、自ら一塁を踏んだ（これにより打者走者はアウトとなる）。そしてすぐに二塁に送球し、カバーに入った遊撃手がこれを捕球して二塁を踏んだ。しかし、先に打者走者がアウトになっているため、その前を走る一塁走者はフォースの状態から解かれたことになる。したがってボールを持った遊撃手が二塁を踏んだだけでは、一塁走者はアウトにはならない。アウトにするには、遊撃手は一塁走者に触球する必要がある（この例で一塁走者も触球されてアウトになった場合を特に、リバースフォースダブルプレイという）。
一死一・三塁または満塁で同様の状況になった場合、打者走者がアウト（第2アウト）になってから一塁走者がアウト（第3アウト）になるまでの間に三塁走者が本塁に到達すれば、第3アウトがフォースアウトではないため、得点が認められる（タイムプレイ）。
具体例2
無死満塁で、打者が三塁ゴロを打った。三塁手がこれを捕り、三塁を踏んで、その後に本塁へ送球した。送球を受けた捕手は、本塁を踏んでさらに一塁へ送球した。
実際にこのプレイが行われたとき「三重殺が成立して攻守交替」という誤解が生じることがあるが、この場合、二塁走者がフォースアウトになるので、三塁走者はフォースの状態から解かれ、身体に触球されなければアウトにはならない。打者走者は、一塁到達前に一塁に触球されればアウトになる。したがって、三塁走者の本塁到達による得点が認められ、二死二塁から試合が再開される。
具体例3
一死満塁で、打者が二塁ゴロを打った。二塁手がこれを捕り、自ら二塁を踏み（フォースプレイにより一塁走者は第2アウト）、その後に三塁へ送球し、二塁走者を二・三塁間でタッグアウト（第3アウト）にした。なお二塁走者がタッグアウトとなるよりも早く、三塁走者は本塁を、打者走者は一塁を踏んでいた。
このプレイでは、第2アウトの時点で二塁走者および三塁走者がフォースの状態から解かれるため、第3アウトはフォースアウトとならず、かつ第3アウトより先に三塁走者が本塁に到達しているため、三塁走者の得点が認められる。
実際の例
- 2006年8月23日に開催された横浜ベイスターズ対読売ジャイアンツ第16回戦（横浜スタジアム）において、1-1の同点で迎えた9回表のジャイアンツの攻撃、一死満塁の場面で打者阿部慎之助は一塁ゴロを打った。この際一塁手の佐伯貴弘は捕球後直ちに自ら一塁を踏んだため、打者走者の阿部がアウトとなり同時に全ての走者のフォースが解かれた状態となった。三塁走者の鈴木尚広は既にスタートを切っており、佐伯は本塁に送球したものの鈴木の足が勝りホームイン、これが決勝点となりジャイアンツが勝利した。佐伯がもしこの場面で先に本塁に投げていれば鈴木はフォースプレイであったため捕手が本塁を踏むだけでアウトとなるはずであったが、先に一塁を踏んでしまったが故に鈴木に対してタッグ（タッチ）が必要となり失点に繋がった。

## フォースの状態の復活
フォースの状態に置かれた選手は、次の塁に触れることで進塁の義務を果たしたことになり、その走者は身体に触球されなければアウトにならない。しかしながら、どのような理由にせよその走者がその塁から離れて元の塁の方へ向かってしまった場合、その走者は再びフォースの状態に置かれることになる。野手はその走者の身体またはその塁に触球してアウトを取ることができ、このアウトはフォースアウトとして扱われる。
- 2019年8月12日の中日ドラゴンズ対阪神タイガース第18回戦（ナゴヤドーム）では、3回裏（中日の攻撃）の一死一塁で打者のダヤン・ビシエドが三塁方向へゴロを打ち、阪神の大山悠輔三塁手の二塁への送球がやや逸れてヤンハービス・ソラーテ二塁手が後逸。一塁走者のソイロ・アルモンテはその間に二塁に触れたが、後逸に気づかずに自身がフォースアウトになったと誤認して二塁を離れ、一塁側の中日ベンチへ引き返してしまったため、この時点で再びフォースの状態に置かれた。その間に二塁に触球され、改めてフォースアウトになった。
- 2019年8月25日に開催されたオリックス・バファローズ対北海道日本ハムファイターズ第19回戦（京セラドーム大阪）の3回表、日本ハムの攻撃で、一死満塁のチャンスに打者の近藤健介が外野に大飛球を放った。オリックスの宗佑磨中堅手はこの打球を追って一度グラブで触れたが弾き、再びグラブに収めるまでの間に打球はフェンスに触れていた。日本ハムの三塁走者と二塁走者は相次いで生還したが、一旦二塁に到達していた一塁走者の大田泰示は、打球がフェンスに触れずに直接捕球されたと誤認したのか、一塁に戻ろうとして二塁を放棄してしまった。外野から戻ってきたボールを持ってオリックスの福田周平二塁手が二塁に触球したため、大田はフォースアウトになった。いずれかの走者がフォースアウトになってしまえば打者に安打は記録されない[4]ため、近藤には打数1と打点2のみが記録された。